# Anika Noni Rose
Anika Noni Rose (Bloomfield, Connecticut, 6 de setembro de 1972) é uma atriz e cantora estadunidense, mais conhecida do público por seu trabalho no filme Dreamgirls e dublando a Princesa Disney Tiana, de The Princess and the Frog.
Venceu o Tony Awards de Melhor Atriz Coadjuvante em Musical por Caroline, or Change, em 2004.

## Trabalhos

### Musicais da Broadway
| Ano     | Peça                                     | Personagem         |
| ------- | ---------------------------------------- | ------------------ |
| 1998    | Valley Song                              | Veronica Jonkers   |
| 1998    | Hydriotaphia, or the Death of Dr. Browne | Alma               |
| 1999    | Taruffe                                  | Marianne           |
| 1999    | Threepenny Opera                         | Polly Peachum      |
| 2000    | Footloose                                | Rusty              |
| 2001    | Carmen Jones                             | Cindy Lou          |
| 2001    | Eli's Comin'                             | The Woman          |
| 2001    | Me and Mrs. Jones                        | Cookie             |
| 2003\04 | Caroline, or Change                      | Emmie e Thibodeaux |

### Filmes
| Ano  | Filme                           | Personagem           |
| ---- | ------------------------------- | -------------------- |
| 1999 | King of the Bingo Game          | Film Noir Female     |
| 2003 | From Justin to Kelly            | Kaya                 |
| 2004 | Temptation                      | Fog                  |
| 2004 | Surviving Christmas             | Choir                |
| 2006 | Dreamgirls                      | Lorrell Robinson     |
| 2007 | One Part Sugar (pós-produção)   | R'ch'lle             |
| 2007 | Starter Wife (minissérie da TV) | ?                    |
| 2007 | Razor                           | Kay                  |
| 2009 | The Princess and the Frog       | Tiana (voz)          |
| 2010 | For Colored Girls               | Yasmine              |
| 2011 | Company                         | Marta                |
| 2012 | Skyler                          | Terapeuta            |
| 2013 | As Cool as I Am                 | Frances              |
| 2013 | Khumba                          | Lungisa (voz)        |
| 2013 | Half of a Yellow Sun            | Kainene              |
| 2014 | Imperial Dreams                 | Miss Price           |
| 2014 | The Blue Mauritius              | Makeda               |
| 2017 | Everything, Everything          | Dr. Pauline Whittier |
| 2018 | Assassination Nation            | Nance                |
| 2018 | Ralph Breaks the Internet       | Tiana (voz)          |
| 2020 | Body Cam                        | Taneesha Branz       |
| 2020 | Jingle Jangle                   | A definir            |

### Televisão
| Ano       | Título                             | Papel                    | Notas                                                       |
| --------- | ---------------------------------- | ------------------------ | ----------------------------------------------------------- |
| 2001      | 100 Centre Street                  | Woman                    | Episódio: "Domestic Abuses"                                 |
| 2002      | Third Watch                        | Monay                    | Episódio: "Thicker Than Water"                              |
| 2007      | The Starter Wife                   | Lavender                 | Minissérie                                                  |
| 2008–2009 | The No. 1 Ladies' Detective Agency | Grace Makutsi            | Papel principal                                             |
| 2010–2013 | The Good Wife                      | Wendy Scott-Carr         | 14 episódios                                                |
| 2011      | Law & Order: Special Victims Unit  | Miriam Deng              | Episódio: "Scorched Earth"                                  |
| 2011      | Have a Little Faith                | Annette                  | Filme televisivo                                            |
| 2011      | Bag of Bones                       | Sara Tidwell             | Filme televisivo                                            |
| 2012      | Private Practice                   | Corinne Bennett          | 5 episódios                                                 |
| 2012      | Elementary                         | Dr. Carrie Dwyer         | Episódio: "Lesser Evils"                                    |
| 2012      | The Simpsons                       | Rita LaFleur (voz)       | Episódio: "Gone Abie Gone"                                  |
| 2013      | The Watsons Go to Birmingham       | Wilona Sands Watson      | Filme televisivo                                            |
| 2014      | Sofia the First                    | Princess Tiana (voz)     | Episódio: "Winter's Gift"                                   |
| 2014      | A Day Late and a Dollar Short      | Paris Price              | Filme televisivo                                            |
| 2015–2016 | Bates Motel                        | Liz Babbitt              | 5 episódios                                                 |
| 2016–2017 | Power                              | LaVerne "Jukebox" Thomas | 6 episódios                                                 |
| 2016      | Roots                              | Kizzy Waller             | 2 episódios                                                 |
| 2017–2018 | The Quad                           | Dr. Eva Fletcher         | Papel principal                                             |
| 2018      | American Masters                   | Lorraine Hansberry       | Episódio: " Lorraine Hansberry: Sighted Eyes/Feeling Heart" |
| 2019      | Avengers Assemble                  | Yemandi (Voz)            | Episódio: "Yemandi"                                         |
| 2020      | Little Fires Everywhere            | Pauline Hawthorne        | Episódio: "The Uncanny"                                     |
| 2021      | Maid                               | Regina                   | Minissérie; elenco principal                                |